# Тупан (микрорегион)

Тупан на карте.

Тупан (порт. Microrregião de Tupã) — микрорегион в Бразилии, входит в штат Сан-Паулу. Составная часть мезорегиона Марилия. 
Население составляет 	109 773	 человека (на 2010 год). Площадь — 	2 303,853	 км². Плотность населения — 	47,65	 чел./км².

## Демография
Согласно сведениям, собранным в ходе переписи 2010 г. Национальным институтом географии и статистики (IBGE), население микрорегиона составляет:						
| Полное население                             | Полное население                             | Полное население                             | Полное население                             | 109 773 |
| -------------------------------------------- | -------------------------------------------- | -------------------------------------------- | -------------------------------------------- | ------- |
| в том числе:                                 | Городское население                          | 100 485                                      | Процент городского населения, %              | 91,54   |
|                                              | Сельское население                           | 9 288                                        | Процент сельского населения, %               | 8,46    |
|                                              | Мужское население                            | 53 730                                       | Процент мужского населения, %                | 48,95   |
|                                              | Женское население                            | 56 043                                       | Процент женского населения, %                | 51,05   |
| Плотность населения, чел/км²                 | Плотность населения, чел/км²                 | Плотность населения, чел/км²                 | Плотность населения, чел/км²                 | 47,65   |
| Население микрорегиона в % к населению штата | Население микрорегиона в % к населению штата | Население микрорегиона в % к населению штата | Население микрорегиона в % к населению штата | 0,27    |

## Статистика
- Валовой внутренний продукт на 2003 составляет 1 286 983 665,00 реалов (данные: Бразильский институт географии и статистики).
- Валовой внутренний продукт на душу населения на 2003 составляет 11 580,80 реалов (данные: Бразильский институт географии и статистики).
- Индекс развития человеческого потенциала на 2000 составляет 0,787 (данные: Программа развития ООН).

## Состав микрорегиона
В составе микрорегиона включены следующие муниципалитеты:
1. Арку-Ирис
2. Бастус
3. Эркуландия
4. Иакри
5. Кейрос
6. Кинтана
7. Тупан